# Katalinka, szállj el
A Katalinka, szállj el kezdetű gyermekdalt Sztankó Béla gyűjtötte Cegléd környékén. Kiss Áron 1891-ben kiadott gyermekjáték-gyűjteményében jelent meg, melyet Sztankó Béla rendezett sajtó alá. Kodály Zoltán a maga Kiss Áron-könyvében a 2. és 4. ütemet (mely az 1. ill. 3. ismétlése)  zárójelbe tette, és feldolgozásaiból kihagyta. A dal így terjedt el.
| Szerző        | Mire        | Mű                                  | Előadás |
| ------------- | ----------- | ----------------------------------- | ------- |
| Kodály Zoltán | két szólam  | 77 kétszólamú énekgyakorlat, 3. dal |         |
| Kodály Zoltán | gyermekkar  | Katalinka                           | [ 2 ]   |
| Petres Csaba  | két furulya | Tarka madár, 6. kotta               |         |

## Kotta és dallam
Katalinka, szállj el, jönnek a törökök,

sós kútba tesznek, onnan is kivesznek,

kerék alá tesznek, onnan is kivesznek,

ihol jönnek a törökök, mindjárt agyon vernek.

## Felvételek
- Katalinka szállj el. Ovitévé  YouTube (2012. szeptember 12.)  (Hozzáférés: 2016. július 8.) (audió)